# Gymnodiniaceae
Las Gymnodiniaceae son una familia de organismos unicelulares del orden de los Gymnodiniales.

## Génerosselectos
Género Amphidinium Claparède et Lachmann
Género Cochlodinium
Género Erythropsis
Género Gymnodinium
Género Gyrodinium
Género Katodinium
- Datos: Q5890239
- Multimedia: Gymnodiniaceae / Q5890239
- Especies: Gymnodiniaceae